# Natronortoklas
Natronortoklas är en typ av ortoklas med varierande mängd av silikatet NaAlSi3O8.
Kristaller med högre halt än 30 % av natriumkomponenten är stabila endast vid högre temperatur. Sjunker temperaturen kan natriumhalten utskiljas i form av albitspolar men kan även bibehållas bunden, varvid dock mineralet blir metastabilt. Natronortoklas utgör en monoklin motsvarighet till anortoklas, men den ingående monoklina natriumkomponenten barbierit, till sammansättning identisk med albit, är inte påvisad i självständigt tillstånd.